# Psomizopelma
Psomizopelma is een geslacht van vliesvleugeligen uit de familie Eupelmidae. De wetenschappelijke naam van dit geslacht is voor het eerst geldig gepubliceerd in 1995 door Gibson.

## Soorten
Het geslacht Psomizopelma is monotypisch en omvat slechts de volgende soort:
- Psomizopelma brachypterum Gibson, 1995